# Louisiana Blues & Zydeco
Louisiana Blues & Zydeco — дебютний студійний альбом американського блюзового музиканта Кліфтона Шеньє, випущений у 1965 році лейблом Arhoolie.

## Опис
У 1960-х роках з появою в США значного інтересу до народної музики почався новий етап творчості Кліфтона Шеньє. У 1965 році записує дебютний альбом для чиказької фірми Arhoolie, повертаючись до музики зайдеко, не втративши рок-н-рольного напору. Сесія відбулась 11 травня 1965 року на студії Gold Star Studios в Х'юстоні, Техас. Його виконавський стиль гри на акордеоні глибоко індивідуальний. Крім того, він тут грає і на губній гармоніці. Його брат, Клівленд Шеньє, утримуючи по три консервних ножі в кожній руці, демонструє віртуозне володіння своїм нехитрим інструментом — рабордом (rubboard, в перекладі — «тертка, пральна дошка»; по суті — гофрований сталевий лист), створюючи ритмічне поле високої напруженості.

## Список композицій
1. «Eh, 'Tite Fille» (Кліфтон Шеньє) — 2:42
2. «Banana Man» (Кліфтон Шеньє) — 4:51
3. «Hot Rod» (Кліфтон Шеньє) — 2:51
4. «It's Hard» (Кліфтон Шеньє) — 3:24
5. «I Can Look Down at Your Woman» (Кліфтон Шеньє) — 3:33
6. «I Can't Stand» (Кліфтон Шеньє) — 2:50
7. «Zydeco Et Pas Sale» (Кліфтон Шеньє) — 3:17
8. «Lafayette Waltz» (Кліфтон Шеньє) — 4:30
9. «Louisiana Two Step» (Кліфтон Шеньє) — 3:42
10. «Clifton's Waltz» (Кліфтон Шеньє) — 4:01
11. «Louisiana Blues» (Кліфтон Шеньє) — 5:14

## Учасники запису
- Кліфтон Шеньє — вокал, акордеон, губна гармоніка (4 і 6)
- Клівленд Шеньє — пральна дошка [рабборд]
- Клівленд Кіз — гітара (1-4, 6)
- Елмор Ніксон — фортепіано (1-4, 6)
- Фултон Антуан — бас-гітара (1-4, 6)
- Роберт Сент-Джуді (1-4, 6), Медісон Гідрі (5, 7-9, 11) — ударні

Технічний персонал
- Кріс Штрахвіц — продюсер, фотографія [обкладинки], текст
- Дойл Е. Джонс — інженер
- Вейн Поуп — дизайн [дизайн обкладинки]